# Mort Walker
Mort Walker, nome artístico de Addison Morton Walker (El Dorado, Kansas, 3 de setembro de 1923 – Stamford, 27 de janeiro de 2018) foi um cartunista estadunidense, criador dos personagens Recruta Zero e Hi & Lois.

## Biografia
Criado em Kansas City, Missouri, iniciou sua carreira de desenhista cedo: aos 11 anos de idade descobriu sua vocação para os cartuns e já se arriscava entre papéis e lapiseiras, além de desenhar para jornais de Kansas City.
Aos 20 anos de idade, em plena Segunda Guerra Mundial, foi convocado pelo Exército norte-americano, servindo no sul da Itália e alcançando o posto de primeiro-tenente. De volta à pátria, persistiu com seu antigo sonho de tornar-se um cartunista de projeção nacional.

## O surgimento doRecruta Zero
Por diversas ocasiões, seu trabalho foi rejeitado por grandes editoras de cartuns como a King Features Syndicate – até que, em 1950, criou um obscuro personagem chamado Beetle Bailey, um preguiçoso estudante universitário, que foi aceito pela King Features. A tira originalmente não foi das mais bem sucedidas: apenas 25 jornais americanos aceitaram publicá-la. Recebendo o equivalente a US$ 200 de royalties por semana, o desenhista sequer imaginava que seu personagem estava por ser descartado pela King Features, devido à pouca popularidade.
Mas a trajetória do personagem sofreu uma reviravolta quando, em 4 de setembro de 1950, Mort Walker decidiu, em uma tira, alistar seu personagem no Exército americano, aproveitando a repercussão da Guerra da Coreia. Em poucas semanas, cerca de uma centena de diários em todo o país acolheram a nova versão de Beetle Bailey. Curiosamente, um dos editores da King Features Syndicate confidenciou a Mort Walker: "se você tivesse trazido uma tira de humor militar da primeira vez que você nos contatou, nós não a teríamos comprado".
O personagem (desde então batizado no Brasil com o nome de Recruta Zero) logo ganhou popularidade devido a sua sátira ao rigor do cotidiano militar. Zero é um soldado raso deveras preguiçoso, sempre procurando escapar de seu superior imediato, o Sargento Tainha. Ao redor deles, há uma penca bastante heterogênea de outros personagens, em termos de comportamento e aparência. Inclusive, de acordo com o próprio autor, os defeitos e manias dos personagens são inspirados em suas experiências pessoais.
Mas nem o sucesso de Mort Walker com o Recruta Zero impediu que grupos de interesse atacassem a tira: em pelo menos uma ocasião, os quadrinhos do hoje folclórico personagem foram banidos da Stars and Stripes, jornal oficial do Exército norte-americano. O argumento usado pelos editores dessa publicação era duvidoso: o Zero estava ridicularizando demais o cotidiano dos soldados norte-americanos, servindo de mau exemplo. O que não impediu muitas famílias de militares americanos de mandar cópias das tiras, em geral recortadas de jornais.
Em 1992, uma tira retratando General Dureza, o comandante do quartel onde o Recruta Zero "serve", mostrou o comandante numa situação de assédio sexual; mais uma vez, Mort Walker teve sua tira censurada. Nos últimos anos, Mort Walker tem delegado a um de seus filhos, Gregory, a autoria de diversas tiras do Recruta Zero. Recebeu diversas homenagens da National Cartoonists Society (entidade que reúne desenhistas famosos nos EUA) por seus bons serviços prestados ao humor naquele país.
Walker morreu de complicações de pneumonia em 27 de janeiro de 2018 em sua casa em Stamford, Connecticut. Ele tinha 94 anos.